# 루크미디어
루크미디어는 대한민국의 연예 기획사이다.

## 소속 연예인
- 김명수
- 이태균
- 권아름
- 김이현
- 최보민

## 이전 소속 연예인
- 윤상현

## 사업분야
- 신인 배우 육성
- 드라마, 영화 공동제작 및 투자
- 공연기획
- PPL사업
- 스타 컨텐츠사업